# 1988 en architecture
| Années de l'architecture : 1985 - 1986 - 1987 - 1988 - 1989 - 1990 - 1991    |
| Décennies de l'architecture : 1950 - 1960 - 1970 - 1980 - 1990 - 2000 - 2010 |

Cet article présente les faits marquants de l'année 1988 en architecture.

## Inaugurations de bâtiments

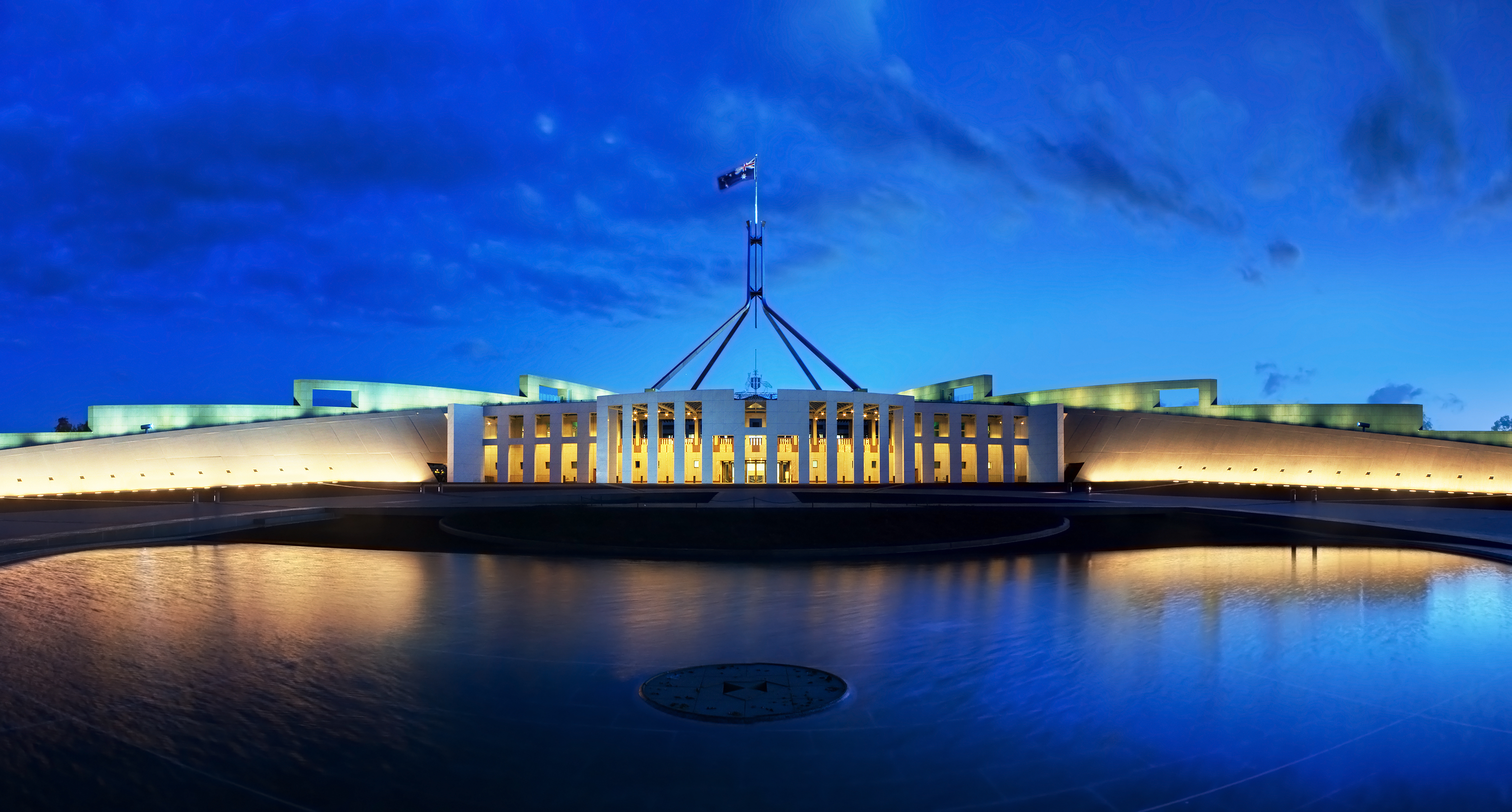
Parliament House Canberra

- 13 mars : tunnel du Seikan creusé sous le détroit de Tsugaru au Japon.
- 9 mai : Parliament House à Canberra, Australie.
- 25 septembre : Théâtre Aalto à Essen, Allemagne.
- 10 octobre : Cairo Opera House au Caire, Égypte.
- 2 novembre : Catedral de la Inmaculada Concepción, cathédrale du diocèse de Dili, à Dili au Timor oriental[1].
- décembre - Tour Picasso, à Madrid, en Espagne, par Minoru Yamasaki[2].
- date inconnue - National Union of Mineworkers headquarters (en), Sheffield, Angleterre[3].

## Événements
- Du 23 juin au 30 août 1988 : Exposition au MoMA organisée par Philip Johnson et appelée « Deconstructivist architecture ». Le mouvement déconstructiviste obtient une audience internationale[4].

## Récompenses
- Prix Pritzker : Gordon Bunshaft, Oscar Niemeyer.
- Médaille Alvar Aalto : Álvaro Siza.

## Naissances
- x

## Décès
- 21 août : Ray Eames (° 15 décembre 1912).
- 22 novembre : Luis Barragán (° 9 mars 1902).
- 29 décembre : Émile Aillaud (° 18 janvier 1902).